# Нодев, Освальд Янович
О́свальд Яковлевич (Я́нович) Но́дев (латыш. Osvalds Nodevs) (1896—1938) — народный комиссар внутренних дел Туркменской ССР, старший майор государственной безопасности (1935). Входил в состав особой тройки НКВД СССР. Расстрелян в 1938 году, реабилитирован посмертно.

## Биография
Родился в латышской семье кузнеца. Воспитывался у дяди, крестьянина Венденского уезда, работал в его хозяйстве и пастухом до 1907 года, с 1908 года подручный в столярной мастерской местечка Смильтен. Учился в 2-классном министерском училище местечка Смильтен (1908—1912), в Вольмарской учительской семинарии (1912—1916) и Псковском учительском институте (1917—1918).
В учительской семинарии включился в революционное движение с 1913 года, принимал участие в работе подпольного кружка «Лачплесис», тогда же начал давать частные уроки, в каникулы работал в кузнице молотобойцем. Член РСДРП(б) с 1914 года. Мобилизован летом 1915 года в Русскую императорскую армию, но получил отсрочку как студент, после окончания семинарии вновь призван в армию, но комиссован из-за плохого зрения.
Работал учителем приходского училища села Пальцмар с 1916 до 1917 год, затем там же председатель аграрного комитета с марта по сентябрь 1917 год. Учитель в школе беженцев в Пскове до 1918 года. В 1918—1919 годы заведующий культпросветом Псковского губернского военного комиссариата.
С апреля до декабря 1919 года председатель окружного Революционного Трибунала в Великих Луках. В органах ВЧК-ГПУ-НКВД с декабря 1919 года: в 1919—1921 годах заместитель председателя Псковской губернской ЧК. В 1921—1922 годах председатель ЧК Карельской трудовой коммуны, начальник Карельского облотдела ГПУ, начальник XI отделения Секретного отдела ГПУ НКВД РСФСР. В 1922—1924 годах начальник Пензенского, затем Ставропольского губотделов ГПУ. В 1924—1927 годах начальник Черноморского окротдела ГПУ, начальник частей пограничной охраны Черноморского окротдела ГПУ, начальник 32-го Новороссийского погранотряда ОГПУ. В 1927—1932 годах начальник Секретно-оперативного управления Полномочного представительства ОГПУ по Уралу, заместитель полномочного представителя ОГПУ при СНК СССР по Уралу.
В 1932—1935 годах в Иностранном отделе ОГПУ при СНК — НКВД СССР, находился в спецкомандировке в Харбине (Китай). С июля 1935 года заместитель начальника Управления НКВД по Азербайджанской ССР. С 19 января 1937 года заместитель начальника VII отдела ГУГБ НКВД СССР. С 20 июля 1937 года нарком внутренних дел Туркменской ССР. Этот период отмечен вхождением в состав особой тройки, созданной по приказу НКВД СССР от 30.07.1937 № 00447 и активным участием в сталинских репрессиях. При Нодеве в наркомате республики стали вводиться в практику пытки арестованных, не желавших признавать «вину» и давать «показания».
Был выдвинут кандидатом в депутаты Верховного Совета СССР 1-го созыва, но его кандидатура была снята в связи с вызовом в Москву.
Арестован 17 декабря 1937 года. Внесен в расстрельный список «Москва-центр» от 20 августа 1938 года (список № 3 «Бывш. сотрудники НКВД») — «за» 1-ю категорию Сталин, Молотов). 29 августа 1938 по обвинению в «шпионаже и участии в контрреволюционной организации в органах НКВД» осуждён ВКВС СССР к высшей мере наказания и в тот же день расстрелян вместе с группой руководящих сотрудников НКВД СССР (Л. М. Заковского, Л. Г. Миронова, В. М. Горожанина, Н. Е. Шапиро-Дайховского, О. О. Абугова, М. М. Подольского, А. В. Гуминского и др.). Место захоронения — спецобъект НКВД «Коммунарка».
3 ноября 1954 года, определением ВКВС СССР приговор отменён и дело прекращено за отсутствием состава преступления. Реабилитирован посмертно одним из первых в ходе процесса реабилитации после 6 марта 1953 года.

### Семья
Был женат, сын Нодев Эрик Освальдович (29.10.1930 — 02.09.1988), лауреат ГП, заслуженный рационализатор РСФСР, окончил УПИ, работал на Первоуральском новотрубном заводе.

### Звания
- старший майор государственной безопасности, 04.12.1935.

### Награды
Награждён двумя знаками «Почётный работник ВЧК-ГПУ» (1925, 1935).